# 亨吉斯特冰原島峰
69°0′S 70°14′W / 69.000°S 70.233°W
亨吉斯特冰原島峰（英語：Hengist Nunatak）是南極洲的冰原島峰，位於亞歷山大一世島東北端，處於加萊山以北19公里，由美國的探險家拍攝空中照片，現時由南極條約體系管理。